# Vrabinec
Vrabinec är ett berg i Tjeckien.   Det ligger i regionen Ústí nad Labem, i den nordvästra delen av landet, 70 km norr om huvudstaden Prag. Toppen på Vrabinec är 351 meter över havet.
Terrängen runt Vrabinec är huvudsakligen kuperad, men åt sydost är den platt. Runt Vrabinec är det ganska glesbefolkat, med 24 invånare per kvadratkilometer. Närmaste större samhälle är Ústí nad Labem, 13,8 km väster om Vrabinec. I omgivningarna runt Vrabinec växer i huvudsak blandskog.